# Grand Colombier (szczyt)
Grand Colombier (1534 m n.p.m.) – szczyt we Francji, w departamencie Ain, leżący na południowym krańcu pasma gór Jura. Wznosi się o ok. 1250 m ponad górną częścią doliny Rodanu i położonym nieco dalej na południe jeziorem Bourget, w regionie historycznym Bugey. U jego południowych podnóży leży gmina Culoz.

## Charakterystyka
Rozległy masyw górski, zwany Montagne de Grand Colombier (Góra Grand Colombier), ciągnie się w osi północ-południe na długości ok. 10 km przy szerokości dochodzącej do 4-5 km. Jest wyraźnie separowany od sąsiednich wzniesień doliną Rodanu (od wschodu) oraz doliną jego prawego dopływu, rzeki Séran (od zachodu i południa). Zbudowany jest z wapieni, które są widoczne w wielu miejscach w postaci skalnych ścian, pasów urwisk, pojedynczych turniczek i rumowisk. Masyw posiada dwa wierzchołki: główny (1534 m n.p.m.) oraz leżący ok. 800 m na północ od niego Croix du Colombier (1525 m n.p.m.), zwieńczony wysokim, metalowym krzyżem (fr. la croix = krzyż). Pomiędzy nimi, ok. 500 m na północ od głównego wierzchołka, leży płytka Przełęcz Grand Colombier (1501 m n.p.m.), przez którą przechodzi wąska asfaltowa droga jezdna. Stoki masywu po większej części są zalesione, resztę obszaru pokrywają górskie łąki i pastwiska, do dziś wykorzystywane pastersko.

## Turystyka
Cały masyw Grand Colombier jest terenem interesującym dla turystyki. Znajduje się tu sieć oznakowanych szlaków turystycznych dla turystyki pieszej o łącznej długości ponad 100 km. Dość gęsta sieć dróg w masywie ułatwia uprawianie turystyki rowerowej. Rozległa panorama ze szczytu góry (opis – na planszy orientacyjnej obok krzyża na Croix du Colombier) obejmuje m.in. południową część Jury, duży fragment Alp – w tym Alpy Berneńskie, Alpy Sabaudzkie z masywem Mont Blanc, grupy górskie Bauges, Chartreuse i Belledonne, szczyty Masywu Centralnego, region Bugey z doliną Rodanu, a także jeziora Bourget, Annecy i Genewskie.